# Râul Gurguiata
Râul Gurguiata (numit și Râul Valea Plopilor sau Râul Huc) este un curs de apă, afluent al râului Bahlui. 
Izvorăște din dealul Holm comuna Deleni. Cea mai mare parte a cursului acestui râu este situată pe teritoriul comunei Belcești.
Dea lungul timpului valea râului Gurguiata a fost transformată într-o salbă de iazuri.
Cel mai mare iaz amenajat pe acest râu este iazul Plopi (137 ha).